# Tibor Klampár
Tibor Klampár, född 30 april 1953, är en före detta ungersk bordtennisspelare, som under 1970-talet var bland de bästa i världen.

## Karriär
Klampár spelade tre VM dubbelfinaler (tillsammans med István Jónyer) och vann en av dessa. Han var även med i det ungerska lag som vann lagtävlingen 1979 och spelade i det lag som tog sig till final 1981. 
Under sin karriär tog han 5 medaljer i bordtennis-VM, varav 2 guld och 3 silver.
Klampár vann aldrig singeltiteln i bordtennis-EM men tog sig till en semifinal och fyra kvartsfinaler. Han vann dock dubbeltiteln 1974, och var med i det vinnande laget 1978 och 1982.
1981 vann han Europa Top 12, och i OS 1988 kom han på en fjärde plats i singel.
Klampár tog sin första guldmedalj i ungerska mästerskapet 1969, och sin sista 1985. Det blev totalt 25 guldmedaljer, 9 i singel, 11 i dubbel och 5 i mixed dubbel.

## Meriter
- Bordtennis VM
  - 1971 i Nagoya
    - 1:a plats dubbel (med István Jónyer)

  - 1973 i Sarajevo
    - 2:a plats dubbel (med István Jónyer)

  - 1977 i Birmingham
    - 4:e plats med det ungerska laget

  - 1979 i Pyongyang
    - 2:a plats dubbel (med István Jónyer)
    - 1:a plats med det ungerska laget

  - 1981 i Novi Sad
    - 2:a plats med det ungerska laget

- Bordtennis EM
  - 1970 i Moskva
    - 3:e plats dubbel (med István Jónyer)

  - 1974 i Novi Sad
    - 1:a plats dubbel (med István Jónyer)
    - 2:a plats med det ungerska laget

  - 1978 i Duisburg
    - 2:a plats mixed dubbel (med Gabriella Szabó)
    - 1:a plats med det ungerska laget

  - 1980 i Bern
    - 3:e plats dubbel (med István Jónyer)

  - 1982 i Budapest
    - 3:e plats singel
    - 1:a plats med det ungerska laget

- Europa Top 12
  - 1972 i Zagreb: 6:e plats
  - 1973 i Böblingen: 8:e plats
  - 1974 i Trollhättan: 4:e plats
  - 1981 i Miskolc: 1:a plats
  - 1986 i Södertälje: 9:e plats
  - 1987 i Basel: 8:e plats

- Internationella mästerskap – ej fullständig
  - 1969 SOC: 1:a plats singel
  - 1972 Hagen: 2:a plats dubbel (med István Jónyer)
  - 1980 World Cup: 7:e plats singel
  - 1981 World Cup: 1:a plats singel
  - 1987 World Cup: 12:e plats singel

### Fotnoter
- Tibor Klampár i ITTFs - Databank
- Svenska Bordtennisförbundets webbplats